# Liga de las Américas 2013
La Liga de las Américas 2013 fue la sexta edición del torneo, siendo el primero de clubes de baloncesto que abarca a todo el continente americano. Organizado por FIBA Américas, el campeón disputó contra el campeón de la Euroliga la Copa Intercontinental. Con la participación de 12 equipos, se comenzó a jugar desde el 1 de febrero de 2013 con la transmisión de FOX Sports.
Ante la deserción de cuatro clubes argentinos y la negativa de otros dos de aceptar la invitación para participar del torneo, FIBA Américas anunció que esta edición de la competencia de clubes más importante del continente contaría con 12 clubes participantes.
Los clubes fueron:
Argentina: Lanús.
Brasil: Flamengo, Pinheiros, São José y Brasília.
Ecuador: Mavort.
México: Fuerza Regia de Monterrey, Osos de Jalisco y Pioneros de Quintana Roo (Campeón Defensor de la Liga de las Américas 2012).
Puerto Rico: Capitanes de Arecibo.
Venezuela: Estrellas Occidentales y Estrellas Orientales.
La Liga comenzó el 1 de febrero de 2013 y se jugó en las siguientes fechas:
Primera fase  (Tres cuadrangulares)
- "Grupo A" - 1 al 3 de febrero. (Guadalajara, México).
- "Grupo B" – 8 al 10 de febrero. (Barquisimeto, Venezuela).
- "Grupo C" – 22 al 24 de febrero. (Quito, Ecuador).

Semifinales (Dos cuadrangulares)
- "Grupo D" – 15 al 17 de marzo. (Lanús, Argentina).
- "Grupo E" – 22 al 24 de marzo. (Cancún, México).

Final Four – 11 al 13 de abril. (Arecibo, Puerto Rico).

## Formato
Con la participación de 12 equipos, la primera fase se jugó en tres cuadrangulares de cuatro equipos cada uno durante tres días, por el sistema de todos contra todos. En la primera fase clasificaron los primeros dos equipos de cada cuadrangular y los dos mejores terceros a dos cuadrangulares semifinales. 
Los dos mejores equipos de cada uno de los cuadrangulares semifinales, jugaron luego el cuadrangular final o "Final Four" de donde se obtuvo al campeón de la competencia.

## Plazas
| - México: 3 equipos. - Puerto Rico: 1 equipo. |  | - Argentina: 1 equipo. - Brasil: 4 equipos. - Ecuador: 1 equipo. - Venezuela: 2 equipos. |

## Grupos
| Grupo A              | Grupo B                   | Grupo C                  |
| -------------------- | ------------------------- | ------------------------ |
| Estrellas Orientales | Estrellas Occidentales    | Capitanes de Arecibo     |
| Lanús                | Flamengo                  | Mavort                   |
| Osos de Jalisco      | Fuerza Regia de Monterrey | Pioneros de Quintana Roo |
| Pinheiros            | Brasília                  | São José                 |

## Ronda preliminar

### Grupo A
| Pos. | Equipo               | Pts | PJ | PG | PP | PF  | PC  | Dif  |
| ---- | -------------------- | --- | -- | -- | -- | --- | --- | ---- |
| 1.   | Lanús x              | 5   | 3  | 2  | 1  | 271 | 233 | 38   |
| 2.   | Osos de Jalisco xx   | 5   | 3  | 2  | 1  | 277 | 256 | 21   |
| 3.   | Pinheiros x          | 5   | 3  | 2  | 1  | 279 | 231 | 48   |
| 4.   | Estrellas Orientales | 3   | 3  | 0  | 3  | 239 | 346 | -107 |

- (x) -  Calificado a la siguiente ronda.
- (xx) -  Reemplazado por incumplimiento.

| 1 de febrero | Lanús                                 | 86–74                                 | Pinheiros                             |                                                                    |  |
| 18:00        | Parciales: 21-22, 14-13, 23-20, 28-19 | Parciales: 21-22, 14-13, 23-20, 28-19 | Parciales: 21-22, 14-13, 23-20, 28-19 |                                                                    |  |
|              |                                       | Reporte                               |                                       | Pabellón: Domo del Code Guadalajara, México Televisión: Fox Sports |  |

| 1 de febrero | Osos de Jalisco                       | 118–94                                | Estrellas Orientales                  |                                                                    |  |
| 20:15        | Parciales: 22-30, 26-17, 36-17, 34-30 | Parciales: 22-30, 26-17, 36-17, 34-30 | Parciales: 22-30, 26-17, 36-17, 34-30 |                                                                    |  |
|              |                                       | Reporte                               |                                       | Pabellón: Domo del Code Guadalajara, México Televisión: Fox Sports |  |

| 2 de febrero | Estrellas Orientales                  | 75–107                                | Lanús                                 |                                                                    |  |
| 18:00        | Parciales: 21-26, 20-22, 24-29, 10-30 | Parciales: 21-26, 20-22, 24-29, 10-30 | Parciales: 21-26, 20-22, 24-29, 10-30 |                                                                    |  |
|              |                                       | Reporte                               |                                       | Pabellón: Domo del Code Guadalajara, México Televisión: Fox Sports |  |

| 2 de febrero | Pinheiros                             | 84–75                                 | Osos de Jalisco                       |                                                                    |  |
| 20:15        | Parciales: 23-18, 24-16, 16-21, 21-20 | Parciales: 23-18, 24-16, 16-21, 21-20 | Parciales: 23-18, 24-16, 16-21, 21-20 |                                                                    |  |
|              |                                       | Reporte                               |                                       | Pabellón: Domo del Code Guadalajara, México Televisión: Fox Sports |  |

| 3 de febrero | Pinheiros                             | 121–70                                | Estrellas Orientales                  |                                                                    |  |
| 18:00        | Parciales: 34-20, 18-11, 32-19, 37-20 | Parciales: 34-20, 18-11, 32-19, 37-20 | Parciales: 34-20, 18-11, 32-19, 37-20 |                                                                    |  |
|              |                                       | Reporte                               |                                       | Pabellón: Domo del Code Guadalajara, México Televisión: Fox Sports |  |

| 3 de febrero | Osos de Jalisco                       | 84–78                                 | Lanús                                 |                                                                    |  |
| 20:15        | Parciales: 15-14, 26-20, 20-23, 23-21 | Parciales: 15-14, 26-20, 20-23, 23-21 | Parciales: 15-14, 26-20, 20-23, 23-21 |                                                                    |  |
|              |                                       | Reporte                               |                                       | Pabellón: Domo del Code Guadalajara, México Televisión: Fox Sports |  |

### Grupo B
| Pos. | Equipo                    | Pts | PJ | PG | PP | PF  | PC  | Dif |
| ---- | ------------------------- | --- | -- | -- | -- | --- | --- | --- |
| 1.   | Brasília x                | 6   | 3  | 3  | 0  | 292 | 226 | 66  |
| 2.   | Flamengo x                | 5   | 3  | 2  | 1  | 309 | 226 | 83  |
| 3.   | Fuerza Regia de Monterrey | 4   | 3  | 1  | 2  | 227 | 304 | -77 |
| 4.   | Estrellas Occidentales    | 3   | 3  | 0  | 3  | 241 | 313 | -72 |

- (x) -  Calificado a la siguiente ronda.

| 8 de febrero | Flamengo                              | 79–91                                 | Brasília                              |                                                                           |  |
| 15:30        | Parciales: 18-26, 24-22, 14-22, 23-21 | Parciales: 18-26, 24-22, 14-22, 23-21 | Parciales: 18-26, 24-22, 14-22, 23-21 |                                                                           |  |
|              |                                       | Reporte                               |                                       | Pabellón: Domo Bolivariano Barquisimeto, Venezuela Televisión: Fox Sports |  |

| 8 de febrero | Estrellas Occidentales                | 85–101                                | Fuerza Regia de Monterrey             |                                                                           |  |
| 17:45        | Parciales: 11-35, 23-12, 24-24, 27-30 | Parciales: 11-35, 23-12, 24-24, 27-30 | Parciales: 11-35, 23-12, 24-24, 27-30 |                                                                           |  |
|              |                                       | Reporte                               |                                       | Pabellón: Domo Bolivariano Barquisimeto, Venezuela Televisión: Fox Sports |  |

| 9 de febrero | Fuerza Regia de Monterrey            | 59–109                               | Flamengo                             |                                                                           |  |
| 14:30        | Parciales: 15-21, 5-20, 22-33, 17-35 | Parciales: 15-21, 5-20, 22-33, 17-35 | Parciales: 15-21, 5-20, 22-33, 17-35 |                                                                           |  |
|              |                                      | Reporte                              |                                      | Pabellón: Domo Bolivariano Barquisimeto, Venezuela Televisión: Fox Sports |  |

| 9 de febrero | Brasília                              | 91–80                                 | Estrellas Occidentales                |                                                                           |  |
| 16:45        | Parciales: 19-21, 24-21, 28-19, 20-19 | Parciales: 19-21, 24-21, 28-19, 20-19 | Parciales: 19-21, 24-21, 28-19, 20-19 |                                                                           |  |
|              |                                       | Reporte                               |                                       | Pabellón: Domo Bolivariano Barquisimeto, Venezuela Televisión: Fox Sports |  |

| 10 de febrero | Fuerza Regia de Monterrey             | 67–110                                | Brasília                              |                                                                           |  |
| 15:30         | Parciales: 23-27, 14-25, 17-37, 13-21 | Parciales: 23-27, 14-25, 17-37, 13-21 | Parciales: 23-27, 14-25, 17-37, 13-21 |                                                                           |  |
|               |                                       | Reporte                               |                                       | Pabellón: Domo Bolivariano Barquisimeto, Venezuela Televisión: Fox Sports |  |

| 10 de febrero | Estrellas Occidentales                | 76–121                                | Flamengo                              |                                                                           |  |
| 17:45         | Parciales: 12-27, 23-36, 18-26, 23-32 | Parciales: 12-27, 23-36, 18-26, 23-32 | Parciales: 12-27, 23-36, 18-26, 23-32 |                                                                           |  |
|               |                                       | Reporte                               |                                       | Pabellón: Domo Bolivariano Barquisimeto, Venezuela Televisión: Fox Sports |  |

### Grupo C
| Pos. | Equipo                     | Pts | PJ | PG | PP | PF  | PC  | Dif |
| ---- | -------------------------- | --- | -- | -- | -- | --- | --- | --- |
| 1.   | Capitanes de Arecibo x     | 5   | 3  | 2  | 1  | 292 | 265 | 27  |
| 2.   | Pioneros de Quintana Roo x | 5   | 3  | 2  | 1  | 268 | 258 | 10  |
| 3.   | São José x                 | 5   | 3  | 2  | 1  | 283 | 257 | 26  |
| 4.   | Mavort xx                  | 3   | 3  | 0  | 3  | 222 | 285 | -63 |

- (x) -  Calificado a la siguiente ronda.
- (xx) -  Calificado a la siguiente ronda en sustitución de Osos de Jalisco.

| 22 de febrero | Capitanes de Arecibo                  | 92–96                                 | Pioneros de Quintana Roo              |                                                                             |  |
| 18:00         | Parciales: 23-24, 23-18, 24-20, 22-34 | Parciales: 23-24, 23-18, 24-20, 22-34 | Parciales: 23-24, 23-18, 24-20, 22-34 |                                                                             |  |
|               |                                       | Reporte                               |                                       | Pabellón: Coliseo Julio César Hidalgo Quito, Ecuador Televisión: Fox Sports |  |

| 22 de febrero | Mavort                                | 68–102                                | São José                              |                                                                             |  |
| 20:15         | Parciales: 17-20, 14-27, 19-25, 18-30 | Parciales: 17-20, 14-27, 19-25, 18-30 | Parciales: 17-20, 14-27, 19-25, 18-30 |                                                                             |  |
|               |                                       | Reporte                               |                                       | Pabellón: Coliseo Julio César Hidalgo Quito, Ecuador Televisión: Fox Sports |  |

| 23 de febrero | São José                              | 81–98                                 | Capitanes de Arecibo                  |                                                                             |  |
| 18:00         | Parciales: 22-27, 17-27, 12-20, 30-24 | Parciales: 22-27, 17-27, 12-20, 30-24 | Parciales: 22-27, 17-27, 12-20, 30-24 |                                                                             |  |
|               |                                       | Reporte                               |                                       | Pabellón: Coliseo Julio César Hidalgo Quito, Ecuador Televisión: Fox Sports |  |

| 23 de febrero | Pioneros de Quintana Roo              | 81–66                                 | Mavort                                |                                                                             |  |
| 20:15         | Parciales: 20-19, 18-16, 23-17, 20-14 | Parciales: 20-19, 18-16, 23-17, 20-14 | Parciales: 20-19, 18-16, 23-17, 20-14 |                                                                             |  |
|               |                                       | Reporte                               |                                       | Pabellón: Coliseo Julio César Hidalgo Quito, Ecuador Televisión: Fox Sports |  |

| 24 de febrero | Pioneros de Quintana Roo              | 91–100                                | São José                              |                                                                             |  |
| 18:00         | Parciales: 21-27, 25-21, 22-22, 23-30 | Parciales: 21-27, 25-21, 22-22, 23-30 | Parciales: 21-27, 25-21, 22-22, 23-30 |                                                                             |  |
|               |                                       | Reporte                               |                                       | Pabellón: Coliseo Julio César Hidalgo Quito, Ecuador Televisión: Fox Sports |  |

| 24 de febrero | Mavort                                | 88–102                                | Capitanes de Arecibo                  |                                                                             |  |
| 20:15         | Parciales: 20-24, 19-25, 28-28, 21-25 | Parciales: 20-24, 19-25, 28-28, 21-25 | Parciales: 20-24, 19-25, 28-28, 21-25 |                                                                             |  |
|               |                                       | Reporte                               |                                       | Pabellón: Coliseo Julio César Hidalgo Quito, Ecuador Televisión: Fox Sports |  |

## Semifinales
El Grupo D se disputó del 15 al 17 de marzo en el Microestadio Antonio Rotili de la ciudad de Lanús, Argentina (donde hace las veces de local el Club Atlético Lanús); mientras que el Grupo E se disputó en la ciudad de Cancún, México, del 22 al 24 de marzo en el Poliforum Benito Juárez, sede de los Pioneros de Quintana Roo de esa ciudad. Mavort de Ecuador sustituyó a Osos de Jalisco quien fue reemplazado por incumplimiento. Luego de decidir las canchas se definió la composición de ambos grupos.

### Grupos
| Grupo D   | Grupo E                  |
| --------- | ------------------------ |
| Flamengo  | Capitanes de Arecibo     |
| Lanús     | Pioneros de Quintana Roo |
| Mavort    | São José                 |
| Pinheiros | Brasília                 |

#### Grupo D
| Pos. | Equipo      | Pts | PJ | PG | PP | PF  | PC  | Dif |
| ---- | ----------- | --- | -- | -- | -- | --- | --- | --- |
| 1.   | Lanús x     | 6   | 3  | 3  | 0  | 256 | 217 | 39  |
| 2.   | Pinheiros x | 5   | 3  | 2  | 1  | 242 | 252 | -10 |
| 3.   | Mavort      | 4   | 3  | 1  | 2  | 251 | 261 | -10 |
| 4.   | Flamengo    | 3   | 3  | 0  | 3  | 247 | 266 | -19 |

- (x) -  Calificado al Final Four.

| 15 de marzo | Flamengo                              | 85–88                                 | Pinheiros                             |                                                                               |  |
| 20:05       | Parciales: 11-25, 20-16, 29-27, 25-20 | Parciales: 11-25, 20-16, 29-27, 25-20 | Parciales: 11-25, 20-16, 29-27, 25-20 |                                                                               |  |
|             |                                       | Reporte                               |                                       | Pabellón: Microestadio Antonio Rotili Lanús, Argentina Televisión: Fox Sports |  |

| 15 de marzo | Lanús                                 | 86–76                                 | Mavort                                |                                                                               |  |
| 22:10       | Parciales: 22-11, 28-26, 18-23, 18-16 | Parciales: 22-11, 28-26, 18-23, 18-16 | Parciales: 22-11, 28-26, 18-23, 18-16 |                                                                               |  |
|             |                                       | Reporte                               |                                       | Pabellón: Microestadio Antonio Rotili Lanús, Argentina Televisión: Fox Sports |  |

| 16 de marzo | Mavort                                | 95–93                                 | Flamengo                              |                                                                               |  |
| 20:05       | Parciales: 28-23, 20-17, 25-31, 22-22 | Parciales: 28-23, 20-17, 25-31, 22-22 | Parciales: 28-23, 20-17, 25-31, 22-22 |                                                                               |  |
|             |                                       | Reporte                               |                                       | Pabellón: Microestadio Antonio Rotili Lanús, Argentina Televisión: Fox Sports |  |

| 16 de marzo | Pinheiros                             | 72–87                                 | Lanús                                 |                                                                               |  |
| 22:10       | Parciales: 14-21, 25-26, 15-19, 18-21 | Parciales: 14-21, 25-26, 15-19, 18-21 | Parciales: 14-21, 25-26, 15-19, 18-21 |                                                                               |  |
|             |                                       | Reporte                               |                                       | Pabellón: Microestadio Antonio Rotili Lanús, Argentina Televisión: Fox Sports |  |

| 17 de marzo | Pinheiros                                           | 82–80                                               | Mavort                                              |                                                                               |  |
| 20:05       | Parciales: 17-23, 16-13, 24-17, 12-16 (T.E.: 13-11) | Parciales: 17-23, 16-13, 24-17, 12-16 (T.E.: 13-11) | Parciales: 17-23, 16-13, 24-17, 12-16 (T.E.: 13-11) |                                                                               |  |
|             |                                                     | Reporte                                             |                                                     | Pabellón: Microestadio Antonio Rotili Lanús, Argentina Televisión: Fox Sports |  |

| 17 de marzo | Lanús                                 | 83–69                                 | Flamengo                              |                                                                               |  |
| 22:10       | Parciales: 21-19, 25-11, 19-17, 18-22 | Parciales: 21-19, 25-11, 19-17, 18-22 | Parciales: 21-19, 25-11, 19-17, 18-22 |                                                                               |  |
|             |                                       | Reporte                               |                                       | Pabellón: Microestadio Antonio Rotili Lanús, Argentina Televisión: Fox Sports |  |

#### Grupo E
| Pos. | Equipo                   | Pts | PJ | PG | PP | PF  | PC  | Dif |
| ---- | ------------------------ | --- | -- | -- | -- | --- | --- | --- |
| 1.   | Capitanes de Arecibo x   | 5   | 3  | 2  | 1  | 265 | 283 | -18 |
| 2.   | Brasília x               | 5   | 3  | 2  | 1  | 268 | 233 | 35  |
| 3.   | São José                 | 4   | 3  | 1  | 2  | 212 | 230 | -18 |
| 4.   | Pioneros de Quintana Roo | 4   | 3  | 1  | 2  | 226 | 225 | 1   |

- (x) -  Calificado al Final Four.

| 22 de marzo | Brasília                                                  | 106–108                                                   | Capitanes de Arecibo                                      |                                                                         |  |
| 18:00       | Parciales: 24-21, 14-21, 32-24, 15-19 (T.E.: 13-13, 8-10) | Parciales: 24-21, 14-21, 32-24, 15-19 (T.E.: 13-13, 8-10) | Parciales: 24-21, 14-21, 32-24, 15-19 (T.E.: 13-13, 8-10) |                                                                         |  |
|             |                                                           | Reporte                                                   |                                                           | Pabellón: Poliforum Benito Juárez Cancún, México Televisión: Fox Sports |  |

| 22 de marzo | Pioneros de Quintana Roo              | 66–70                                 | São José                              |                                                                         |  |
| 20:10       | Parciales: 19-16, 23-20, 10-14, 14-20 | Parciales: 19-16, 23-20, 10-14, 14-20 | Parciales: 19-16, 23-20, 10-14, 14-20 |                                                                         |  |
|             |                                       | Reporte                               |                                       | Pabellón: Poliforum Benito Juárez Cancún, México Televisión: Fox Sports |  |

| 23 de marzo | São José                             | 61–82                                | Brasília                             |                                                                         |  |
| 18:00       | Parciales: 8-21, 18-20, 21-24, 14-17 | Parciales: 8-21, 18-20, 21-24, 14-17 | Parciales: 8-21, 18-20, 21-24, 14-17 |                                                                         |  |
|             |                                      | Reporte                              |                                      | Pabellón: Poliforum Benito Juárez Cancún, México Televisión: Fox Sports |  |

| 23 de marzo | Capitanes de Arecibo                  | 75–96                                 | Pioneros de Quintana Roo              |                                                                         |  |
| 20:10       | Parciales: 13-21, 14-23, 22-24, 26-28 | Parciales: 13-21, 14-23, 22-24, 26-28 | Parciales: 13-21, 14-23, 22-24, 26-28 |                                                                         |  |
|             |                                       | Reporte                               |                                       | Pabellón: Poliforum Benito Juárez Cancún, México Televisión: Fox Sports |  |

| 24 de marzo | São José                              | 81–82                                 | Capitanes de Arecibo                  |                                                                         |  |
| 18:00       | Parciales: 20-12, 15-21, 22-24, 24-25 | Parciales: 20-12, 15-21, 22-24, 24-25 | Parciales: 20-12, 15-21, 22-24, 24-25 |                                                                         |  |
|             |                                       | Reporte                               |                                       | Pabellón: Poliforum Benito Juárez Cancún, México Televisión: Fox Sports |  |

| 24 de marzo | Pioneros de Quintana Roo             | 64–80                                | Brasília                             |                                                                         |  |
| 20:10       | Parciales: 9-20, 10-20, 18-16, 27-24 | Parciales: 9-20, 10-20, 18-16, 27-24 | Parciales: 9-20, 10-20, 18-16, 27-24 |                                                                         |  |
|             |                                      | Reporte                              |                                      | Pabellón: Poliforum Benito Juárez Cancún, México Televisión: Fox Sports |  |

## Final Four
Esta etapa final concentró a los dos mejores de los 2 cuadrangulares que integraron la fase semifinal de esta edición del torneo. La sede donde se llevó a cabo fue escogida entre dos de las sedes de los 4 equipos finalistas. Tras un período de licitación, finalmente fue la ciudad de Arecibo, Puerto Rico la seleccionada como sede del cuadrangular definitorio.
El campeón de esta edición fue Pinheiros de Brasil, que aseguró el campeonato al ganar sus primeros dos partidos en esta instancia, y que se coronó por el criterio de "dominio" ante Capitanes de Arecibo y Lanús, a los cuales derrotó en las primeras dos jornadas respectivamente.
El MVP del Final Four fue Shamell Stallworth, de Pinheiros.
| Pos. | Equipo               | Pts | PJ | PG | PP | PF  | PC  | Dif |
| ---- | -------------------- | --- | -- | -- | -- | --- | --- | --- |
| 1.   | Pinheiros            | 5   | 3  | 2  | 1  | 251 | 227 | 24  |
| 2.   | Lanús                | 5   | 3  | 2  | 1  | 234 | 213 | 21  |
| 3.   | Capitanes de Arecibo | 4   | 3  | 1  | 2  | 246 | 253 | -7  |
| 4.   | Brasília             | 4   | 3  | 1  | 2  | 208 | 246 | -38 |

| 11 de abril | Lanús                               | 77–49                               | Brasília                            |                                                                                      |  |
| 17:00       | Parciales: 19-13, 26-12, 24-9, 8-15 | Parciales: 19-13, 26-12, 24-9, 8-15 | Parciales: 19-13, 26-12, 24-9, 8-15 |                                                                                      |  |
|             |                                     | Reporte                             |                                     | Pabellón: Coliseo Manuel "Petaca" Iguina Arecibo, Puerto Rico Televisión: Fox Sports |  |

| 11 de abril | Capitanes de Arecibo                  | 76–88                                 | Pinheiros                             |                                                                                      |  |
| 19:10       | Parciales: 21-23, 21-18, 19-22, 15-25 | Parciales: 21-23, 21-18, 19-22, 15-25 | Parciales: 21-23, 21-18, 19-22, 15-25 |                                                                                      |  |
|             |                                       | Reporte                               |                                       | Pabellón: Coliseo Manuel "Petaca" Iguina Arecibo, Puerto Rico Televisión: Fox Sports |  |

| 12 de abril | Lanús                                 | 66–82                                 | Pinheiros                             |                                                                                      |  |
| 18:00       | Parciales: 16-15, 14-19, 22-21, 14-27 | Parciales: 16-15, 14-19, 22-21, 14-27 | Parciales: 16-15, 14-19, 22-21, 14-27 |                                                                                      |  |
|             |                                       | Reporte                               |                                       | Pabellón: Coliseo Manuel "Petaca" Iguina Arecibo, Puerto Rico Televisión: Fox Sports |  |

| 12 de abril | Brasília                              | 74–88                                 | Capitanes de Arecibo                  |                                                                                      |  |
| 20:10       | Parciales: 16-27, 15-16, 25-22, 18-23 | Parciales: 16-27, 15-16, 25-22, 18-23 | Parciales: 16-27, 15-16, 25-22, 18-23 |                                                                                      |  |
|             |                                       | Reporte                               |                                       | Pabellón: Coliseo Manuel "Petaca" Iguina Arecibo, Puerto Rico Televisión: Fox Sports |  |

| 13 de abril | Capitanes de Arecibo                  | 82–91                                 | Lanús                                 |                                                                                      |  |
| 18:00       | Parciales: 24-24, 17-24, 23-23, 18-20 | Parciales: 24-24, 17-24, 23-23, 18-20 | Parciales: 24-24, 17-24, 23-23, 18-20 |                                                                                      |  |
|             |                                       | Reporte                               |                                       | Pabellón: Coliseo Manuel "Petaca" Iguina Arecibo, Puerto Rico Televisión: Fox Sports |  |

| 13 de abril | Pinheiros                             | 81–85                                 | Brasília                              |                                                                                      |  |
| 20:10       | Parciales: 18-25, 13-23, 30-16, 20-21 | Parciales: 18-25, 13-23, 30-16, 20-21 | Parciales: 18-25, 13-23, 30-16, 20-21 |                                                                                      |  |
|             |                                       | Reporte                               |                                       | Pabellón: Coliseo Manuel "Petaca" Iguina Arecibo, Puerto Rico Televisión: Fox Sports |  |

Pinheiros

Campeón

Primer título

## Líderes individuales
A continuación se muestran los líderes individuales de la Liga de las Américas 2013:
| Categoría         | Jugador                        | Equipo    | Media | Partidos | Total |
| ----------------- | ------------------------------ | --------- | ----- | -------- | ----- |
| Puntos            | Shamell Jermaine Stallworth    | Pinheiros | 20.2  | 9        | 182   |
| Rebotes           | Rafael Ferreira De Souza       | Pinheiros | 7.6   | 9        | 68    |
| Asistencias       | Welington Reginaldo Dos Santos | Brasília  | 7.0   | 9        | 63    |
| Tapones           | Robert Clark Battle            | Lanús     | 0.9   | 9        | 8     |
| Robos             | Welington Reginaldo Dos Santos | Brasília  | 2.1   | 9        | 19    |
| % de tiros libres | William Mc Farlan              | Lanús     | 94.1% | 8        | 16/17 |
| % de tiros de 3   | Luiz Felipe Campos Lemes       | São José  | 66.7% | 5        | 10/15 |
| Tiros libres      | Murilo Becker Da Rosa          | São José  | 8.5   | 6        | 51    |
| Tiros de 3        | Shamell Jermaine Stallworth    | Pinheiros | 2.7   | 9        | 24    |